# ブルネイ駐留イギリス軍
ブルネイ駐留イギリス軍（ブルネイちゅうりゅうイギリスぐん、英語: British Forces Brunei、略称：BFB）は、ブルネイに駐留するイギリス軍。ブルネイは、1997年の中華人民共和国への香港返還後、極東におけるイギリス軍の拠点の一つとなっている。

## 歴史
1962年12月8日、イギリス保護領であったブルネイにおいて、スルタン制とマラヤ連邦への参加に反対するブルネイ人民党による反乱が発生、鎮圧のためシンガポールからイギリス陸軍部隊が派遣され、移駐した。
1971年11月23日にブルネイとイギリスが調印した協定の中で、ブルネイの外交と防衛をイギリスが担うことが明記され、グルカ兵を中心としたイギリス軍部隊がブルネイに配備された。
1984年にイギリスから独立後も協定は5年ごとに更新され、イギリス軍は引き続き駐留しており、ブルネイは駐留に係る経費を負担している。

## 編制
ブルネイ駐留イギリス軍は、ブルネイ西部のセリアにあるメディシナ宿営地とテューカー宿営地および中部のプカン・ツトンにあるシッタンキャンプに駐留しており、ロイヤル・グルカ・ライフルズの2個大隊のうち1個大隊が3年のローテーションで配備されている。この大隊は極東地域におけるイギリス陸軍の即応予備部隊として運用され、極東地域以外への海外展開も可能となっており、1999年の東ティモール紛争における東ティモール国際軍やアフガニスタン紛争中のヘリック作戦などに参加している。
また、ジャングル戦に特化したイギリス陸軍の主要演習場の一つである、ジャングル戦闘訓練学校も所在しており、ジャングル戦における基礎的な野戦技術から高等技術の習得まで提供している。
航空部隊として、ベル212AH1を運用する、陸軍航空隊の第667飛行隊が配備されていたが、2022年にピューマHC Mk.2を運用する、イギリス空軍の第1563飛行班と交代し、2023年5月18日に第1563飛行班が解隊して第230飛行隊が新たに配備されている。
- ブルネイ駐留軍司令部（セリア：テューカー宿営地）
  - ロイヤル・グルカ・ライフルズ第1大隊（セリア：テューカー宿営地）[13]
  - イギリス空軍第230飛行隊（セリア：メディシナ宿営地） - ピューマHC Mk.2[12]
  - ジャングル戦闘訓練学校（セリア：メディシナ宿営地）[9]